# Bettancourt-la-Ferrée
Pour les articles ayant des titres homophones, voir Bettancourt-la-Longue, Betoncourt et Bethoncourt.
Bettancourt-la-Ferrée est une commune française située dans le département de la Haute-Marne, en région Grand Est, peuplée de 1 797 habitants en 2022.

## Géographie

### Localisation
Commune du nord de la Haute-Marne, dans la banlieue nord-est de Saint-Dizier.

### Communes limitrophes
|              | Chancenay             |                    |
|              | Bettancourt-la-Ferrée | Ancerville (Meuse) |
| Saint-Dizier |                       |                    |

### Hydrographie
La commune est dans la région hydrographique « la Seine de sa source au confluent de l'Oise (exclu) » au sein du bassin Seine-Normandie. Elle est drainée par la Fosse de Charles Quint, l'Ornel et le Fond des Vaux,.
Le Fossé de Charles Quint, d'une longueur de 15 km, prend sa source dans la commune  et se jette  dans la Marne à Sapignicourt, après avoir traversé six communes. 

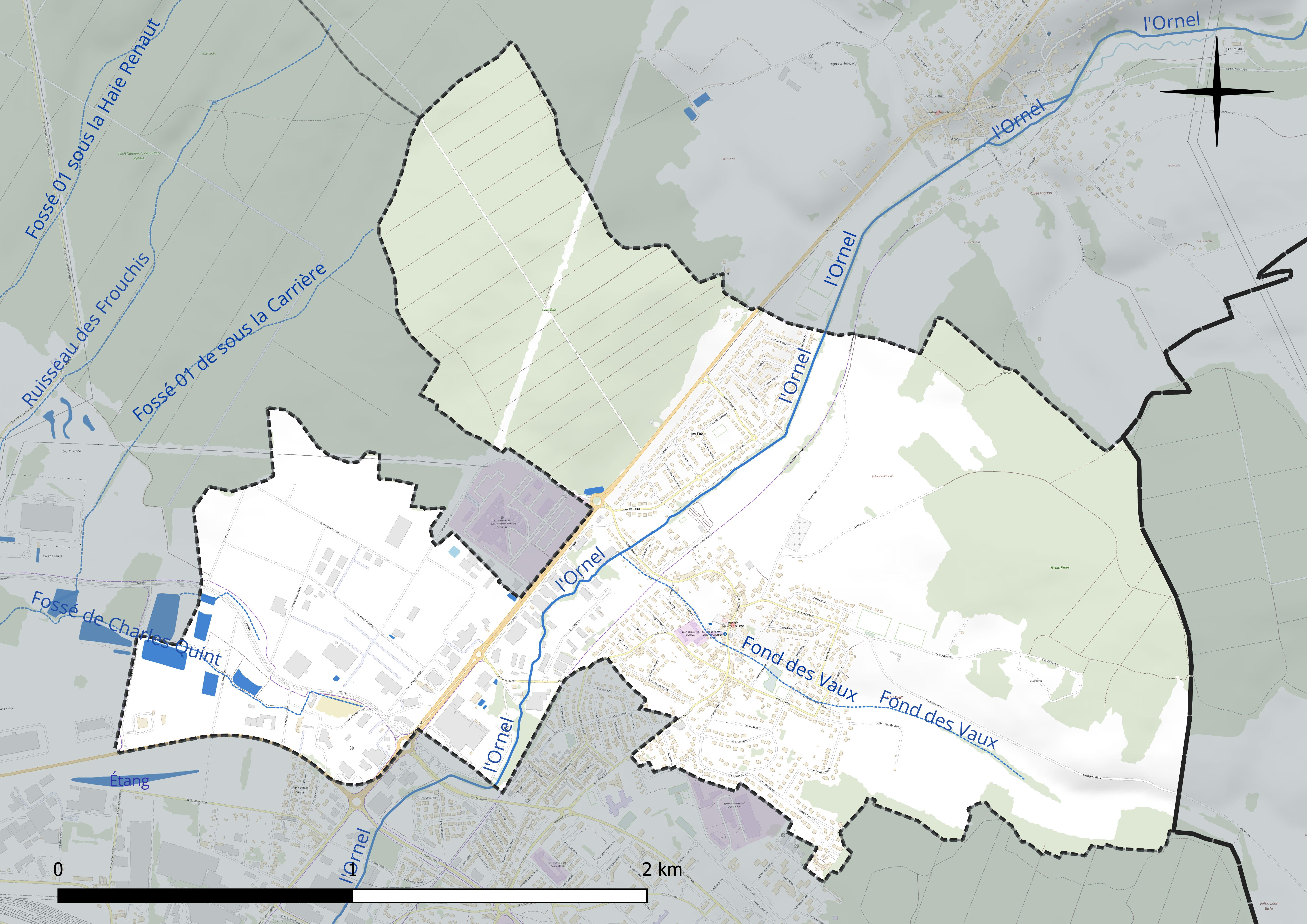
Réseau hydrographique de Bettancourt-la-Ferrée.

L'Ornel, d'une longueur de 14 km, prend sa source dans la commune de Rupt-aux-Nonains et se jette  dans la Marne à Saint-Dizier, après avoir traversé cinq communes. 

### Climat
Pour des articles plus généraux, voir Climat du Grand Est et Climat de la Haute-Marne.
En 2010, le climat de la commune est de type climat des marges montargnardes, selon une étude du Centre national de la recherche scientifique s'appuyant sur une série de données couvrant la période 1971-2000. En 2020, Météo-France publie une typologie des climats de la France métropolitaine dans laquelle la commune est exposée à un climat océanique altéré et est dans la région climatique  Lorraine, plateau de Langres, Morvan, caractérisée par un hiver rude (1,5 °C), des vents modérés et des brouillards fréquents en automne et hiver. 
Pour la période 1971-2000, la température annuelle moyenne est de 10,2 °C, avec une amplitude thermique annuelle de 15,9 °C. Le cumul annuel moyen de précipitations est de 932 mm, avec 13,3 jours de précipitations en janvier et 9,3 jours en juillet. Pour la période 1991-2020, la température moyenne annuelle observée sur la station météorologique de Météo-France la plus proche, « Saint-Dizier », sur la commune de Saint-Dizier à 2 km à vol d'oiseau, est de 11,6 °C et le cumul annuel moyen de précipitations est de 794,5 mm. 
La température maximale relevée sur cette station est de 41,4 °C, atteinte le 25 juillet 2019 ; la température minimale est de −22,5 °C, atteinte le 14 février 1956,,. 
Les paramètres climatiques de la commune ont été estimés pour le milieu du siècle (2041-2070) selon différents scénarios d'émission de gaz à effet de serre à partir des nouvelles projections climatiques de référence DRIAS-2020. Ils sont consultables sur un site dédié publié par Météo-France en novembre 2022.

## Urbanisme

### Typologie
Au 1er janvier 2024, Bettancourt-la-Ferrée est catégorisée ceinture urbaine, selon la nouvelle grille communale de densité à sept niveaux définie par l'Insee en 2022.
Elle appartient à l'unité urbaine de Saint-Dizier, une agglomération inter-départementale regroupant six  communes, dont elle est une commune de la banlieue,,. Par ailleurs la commune fait partie de l'aire d'attraction de Saint-Dizier, dont elle est une commune de la couronne,. Cette aire, qui regroupe 72 communes, est catégorisée dans les aires de 50 000 à moins de 200 000 habitants,.

### Occupation des sols
L'occupation des sols de la commune, telle qu'elle ressort de la base de données européenne d’occupation biophysique des sols Corine Land Cover (CLC), est marquée par l'importance des forêts et milieux semi-naturels (37,2 % en 2018), en diminution par rapport à 1990 (39,1 %). La répartition détaillée en 2018 est la suivante : 
forêts (37,2 %), terres arables (22,7 %), zones industrielles ou commerciales et réseaux de communication (17,2 %), zones urbanisées (17 %), prairies (6 %). L'évolution de l’occupation des sols de la commune et de ses infrastructures peut être observée sur les différentes représentations cartographiques du territoire : la carte de Cassini (XVIIIe siècle), la carte d'état-major (1820-1866) et les cartes ou photos aériennes de l'IGN pour la période actuelle (1950 à aujourd'hui).

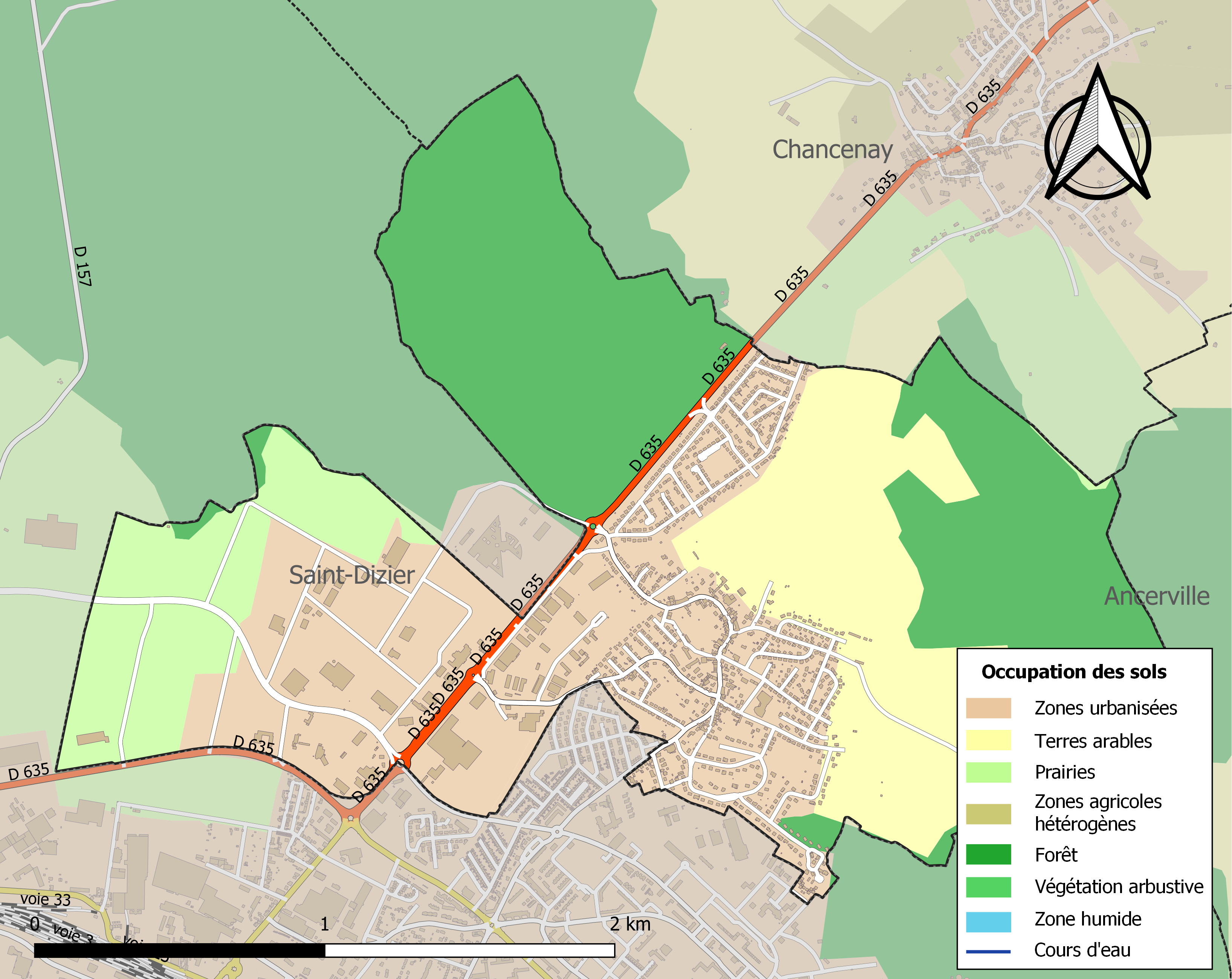
Carte des infrastructures et de l'occupation des sols de la commune en 2018 (CLC).

## Toponymie

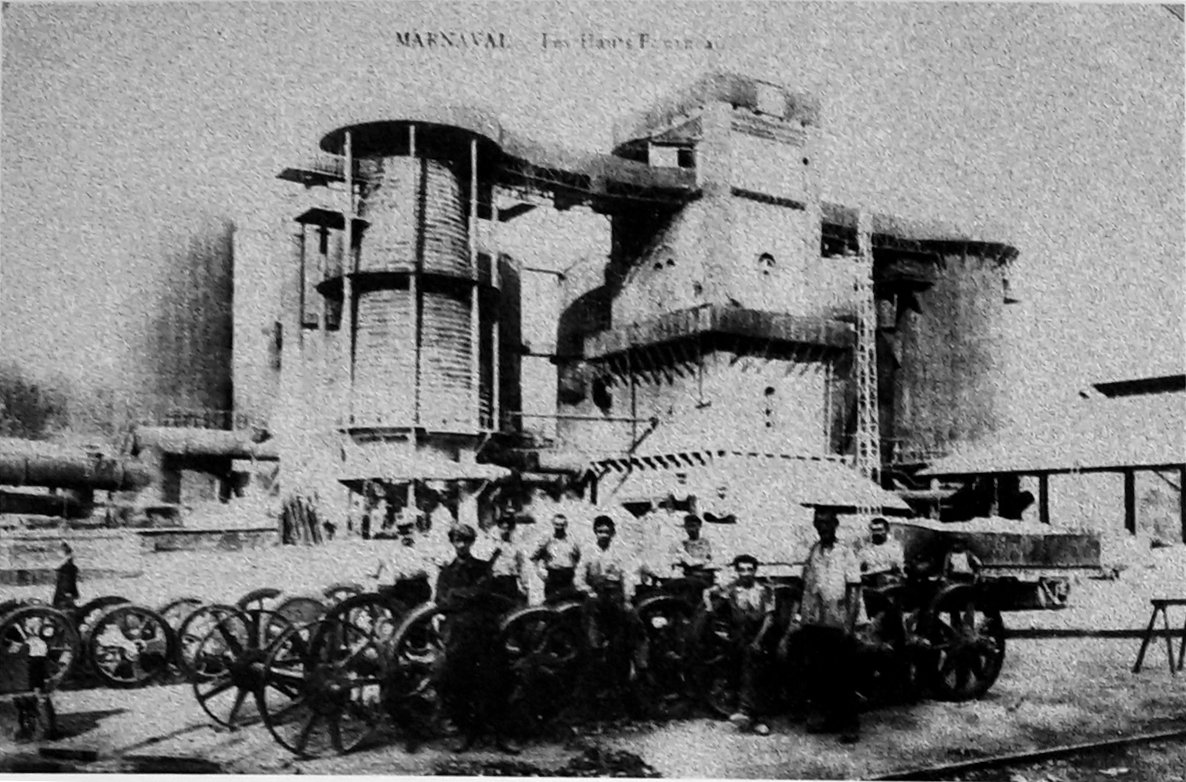
Le haut fourneau de Marnaval.

Le nom de la localité est attesté sous les formes Betuncurt (1170) ; Betoncort (1249) ; Bettencourt-la-Ferrée (1325) ; Bethencourt-la-Ferrée (1484) ; Bettancourt-la-Ferrée (1515) ; Betancour-la-Ferrée (XVIIIe siècle) en 1772 ; Bethoncourt en 1793, Bétancourt en 1801, Bettancourt-la-Ferrée en 1961.

Le qualificatif Ferrée rappelle le passé métallurgique de la ville, qui a occupé une place importante dans l'industrialisation du département. Il existait des minières de minéral de fer, extrait pour être conduit dans les haut-fourneaux de Marnaval à Saint-Dizier.

## Politique et administration

### Liste des maires
| Période                                  | Période  | Identité             | Étiquette | Qualité |
| ---------------------------------------- | -------- | -------------------- | --------- | ------- |
| Les données manquantes sont à compléter. |          |                      |           |         |
| mars 1983                                | 2014     | Alain Blanchard      | PCF       |         |
| mars 2014                                | En cours | M. Dominique Laurent | DVG       |         |

## Population et société

### Démographie
L'évolution du nombre d'habitants est connue à travers les recensements de la population effectués dans la commune depuis 1793. Pour les communes de moins de 10 000 habitants, une enquête de recensement portant sur toute la population est réalisée tous les cinq ans, les populations de référence des années intermédiaires étant quant à elles estimées par interpolation ou extrapolation. Pour la commune, le premier recensement exhaustif entrant dans le cadre du nouveau dispositif a été réalisé en 2006.

En 2022, la commune comptait 1 797 habitants, en évolution de +5,83 % par rapport à 2016 (Haute-Marne : −4,62 %, France hors Mayotte : +2,11 %).
| 1793 | 1800 | 1806 | 1821 | 1831 | 1836 | 1841 | 1846 | 1851 |
| ---- | ---- | ---- | ---- | ---- | ---- | ---- | ---- | ---- |
| 167  | 173  | 172  | 168  | 180  | 187  | 187  | 246  | 249  |

| 1856 | 1861 | 1866 | 1872 | 1876 | 1881 | 1886 | 1891 | 1896 |
| ---- | ---- | ---- | ---- | ---- | ---- | ---- | ---- | ---- |
| 270  | 350  | 438  | 381  | 427  | 425  | 450  | 386  | 337  |

| 1901 | 1906 | 1911 | 1921 | 1926 | 1931 | 1936 | 1946 | 1954 |
| ---- | ---- | ---- | ---- | ---- | ---- | ---- | ---- | ---- |
| 315  | 299  | 310  | 325  | 333  | 296  | 295  | 286  | 296  |

| 1962 | 1968  | 1975  | 1982  | 1990  | 1999  | 2006  | 2011  | 2016  |
| ---- | ----- | ----- | ----- | ----- | ----- | ----- | ----- | ----- |
| 729  | 1 113 | 1 843 | 2 295 | 2 286 | 2 041 | 1 886 | 1 763 | 1 698 |

| 2021  | 2022  | - | - | - | - | - | - | - |
| ----- | ----- | - | - | - | - | - | - | - |
| 1 795 | 1 797 | - | - | - | - | - | - | - |

## Culture et patrimoine

### Spécialité de confiserie
Le Bouchon au marc de champagne est un bonbon de chocolat noir fourré à la liqueur de marc en forme de bouchon de champagne.

### Lieux et monuments
- Église Saint Denis construite en 1768.

### Personnalités liées à la commune
- Roger Michelot, boxeur français né le 8 juin 1912 à Saint-Dizier et mort le 19 mars 1993 à Toulon, ayant habité la commune et enterré au cimetière de l'église, il fut médaillé d'or lors des jeux olympiques de 1936 à Berlin.
- Anouchka Martin, née le 5 février 1993 à Saint Dizier, native de Bettancourt, est une nageuse française, ayant participé aux jeux olympiques de Tokyo en 2020.